# کاموف-۹۲
الگو:Infobox aircraft666
کاموف کا-۹۲ (به انگلیسی: Kamov Ka-92) یک بالگرد ساختِ کارخانهٔ کاموف در کشور روسیه است.666